# Filipovský zázrak

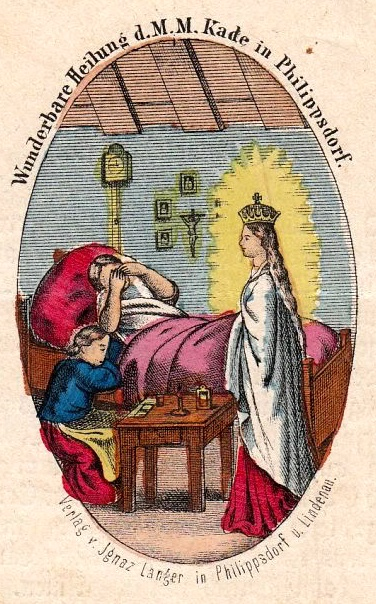
Dobový obrázek

Filipovský zázrak je označení pro mariánské zjevení, které je datováno na čtvrt na čtyři (3 hodiny 15 minut)  ráno z noci ze 12. ledna na 13. ledna 1866 v domě čp. 63, ve vesnici Filipov ve Šluknovském výběžku, při němž se uzdravila Magdalena Kadeová (něm. Maria Magdalena Kade). Na místě zjevení byla postavena v letech 1873–1885 bazilika Panny Marie Pomocnice křesťanů, která se stala významným poutním místem litoměřické diecéze. Ve 30. letech 20. století patřilo toto místo mezi nejnavštěvovanější poutní místa střední Evropy a bylo mu přezdíváno „Lourdy severních Čech“. Také na počátku 21. století v místě probíhá rozsáhlá poutní aktivita.

## Situace před událostí
Filipov byl původně bezvýznamnou vesničkou, ležící těsně při státní hranici se Saskem. Zde žila mladá tkadlena Magdalena Kadeová (5. června 1835 Filipov – 10. prosince 1905 tamtéž), která byla od svých 19 let těžce nemocná. Byl jí tehdejšími metodami diagnostikován zápal plic a pohrudnice, zánět mozkových blan, k nimž se přidala častá křečová onemocnění spojená s těžkými křečovými záchvaty. Během deseti let se její zdravotní stav zhoršil natolik, že od podzimu 1864 byla trvale připoutána na lůžko. Na počátku roku 1865 se objevily silné bolesti na prsou a velké hnisavé puchýře, které se brzy rozšířily po celém těle a vytvořily velké vředy. Ošetřující lékaři Görlich z Gersdorfu a Ulbrich z Jiříkova konstatovali, že stav nemocné je nevyléčitelný.
Nemocná velmi trpěla a onemocnění vyžadovalo časté převazy. Přesto snášela nesnesitelné bolesti trpělivě. Dne 21. prosince 1865 přijala od kaplana Františka Storcha z Jiříkova svátost pomazání nemocných.

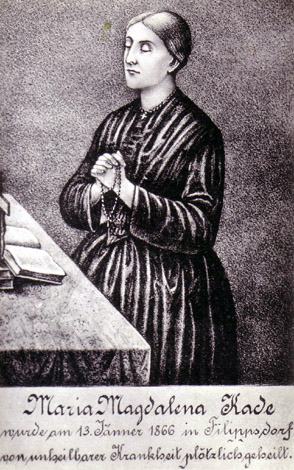
Magdalena Kadeová na litografii z období kolem roku 1870

## Zjevení
V noci z 12. na 13. ledna 1866 dle příběhu uzřela nemocná u svého lůžka velkou ženskou postavu v zářícím bílém plášti s korunkou na hlavě. Silně nábožensky založená Madgalena, která byla velkou ctitelkou Panny Marie, byla zjevením údajně oslovena: něm. „Mein Kind, von jetzt an heilt’s“ („Mé dítě, od nynějška budeš zdráva“, nebo „Mé dítě, od teď se to bude hojit“). Ráno po tomto zjevení Magdalena Kadeová měla vstát zcela zdráva, a mohla dokonce opět začít pracovat.

## Po údajném zjevení

### Bezprostřední události
Zpráva o tvrzeném zázračném uzdravení a zjevení Panny Marie se brzy rozšířila nejen v obci, ale i v celém okolí. K malé chaloupce, kde mělo dojít ke zjevení, začaly putovat velké zástupy lidí. Lékaři v té době nebyli schopni podat žádné uspokojivé vysvětlení okamžitého uzdravení. Velmi rychle se zpráva o „filipovském zázraku“ dostala i do soudobého tisku.

### Komise
Duchovní v Jiříkově se k záležitosti chovali velmi zdrženlivě a podali o celém případu litoměřickému biskupovi, do jehož diecéze Filipov náleží, podrobnou písemnou zprávu. I když tato relace nebyla určena pro veřejnost, pronikla mimo církevní prostředí a brzy byla rozšířena v padesátitisícovém nákladu. Jiříkovská farní správa 2. února 1866 vyzvala veřejnost, aby vyčkala rozhodnutí církevní vyšetřovací komise.
Církevním vyšetřováním byl pověřen litoměřický kanovník dr. Jan Nepomuk Řehák, který stanul v čele komise, která zasedala ve dnech 7. až 14. března 1866. Členy komise byli zvoleni starosta a šest městských radních z Jiříkova. Vyšetřování trvalo osm dnů.
Komisi byla předložena lékařská zpráva o uzdravení Magdaleny Kadeové a ona sama podala pod přísahou výpověď. Komise navštívila i domek ve Filipově. Na závěr bylo vše sepsáno a církevní komise nezakazovala ani nedala pokyn k omezení poutí do Filipova. Když litoměřický biskup Augustin Pavel Wahala pobýval při příležitosti I. vatikánského koncilu v Římě, seznámil osobně papeže Pia IX. s celým filipovským případem.
Mezitím stále stoupala návštěvnost domku, v němž se Panna Maria údajně zjevila. Bylo proto upraveno jeho okolí. Stůl v místnosti, kde se mělo odehrát zjevení, byl upraven na oltář. Před ním hořely svíce a konaly se modlitby. V tomto období se zde údajně měla udát řada vyslyšení proseb i těžko vysvětlitelných uzdravení považovaných věřícími za zázrak. V roce 1866 byl dán i první podnět ke stavbě votivní kaple.

### První výročí
V den prvního výročí údajného zjevení se zde konala lidová pouť spojená s vzýváním Panny Marie, Pomocnice křesťanů. Účastnilo se jí kolem 10 000 osob a jiříkovský kaplan František Storch měl zde první kázání. Storch († 11. srpna 1901) se také zasloužil i o zřízení filipovského kostela. Roku 1866 získal domek Magdaleny Kadeové a ještě ten rok se na místo začal svážet stavební materiál.

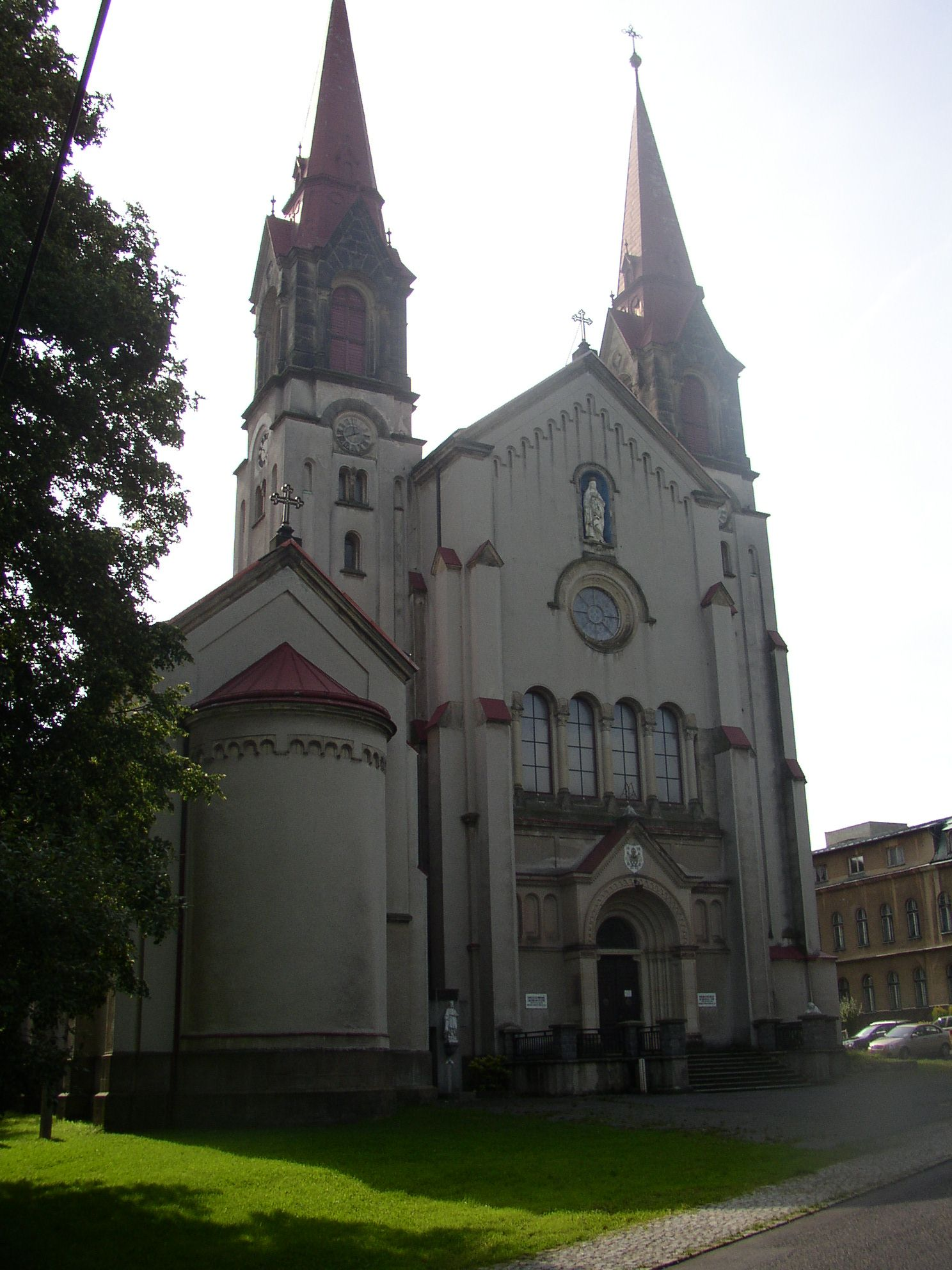
Bazilika minor Panny Marie Pomocnice křesťanů ve Filipově

### Kaple a kostel na místě zjevení
Nejdříve byla vyměněna již zchátralá podlaha domku a na místě, kde se Panna Maria údajně zjevila, byla osazena mramorová deska s nápisem „Mé dítě, od nynějška budeš zdráva!“. Roku 1867 se o domek začaly starat dvě řeholnice „šedé sestry“, které sem přišly ze Slezska. Zprávy se šířily dále a darů na zřízení kostela přibývalo. Druhé výročí zjevení bylo zvláště slavnostně oslaveno a litoměřický biskup byl požádán o dovolení ke stavbě chrámu. Po splnění všech úředních předpisů byla stavba povolena. V květnu roku 1870 začaly první stavební práce. Dne 13. května byl vyklizen domek, který farnost odkoupila a s výjimkou místnosti, kde se mělo uskutečnit zjevení, bylo vše odstraněno. Na místě údajného zjevení měl být postaven oltář. Stavby této první mariánské svatyně (kaple) zasvěcené Panně Marii Pomocné se s nadšením zúčastnili místní obyvatelé. Základní kámen kostela byl položen 8. září 1870 v den, kdy církev slaví svátek Narození Panny Marie. U tohoto aktu bylo tehdy mnoho poutníků včetně alumnů z litoměřického semináře. Kaple byla po svém dokončení slavnostně vysvěcena 13. ledna 1873 v den 7. výročí zjevení. Tohoto vysvěcení se účastnilo mezi 18 tisíci až 20 tisíci věřících. Již v době svěcení kaple bylo však rozhodnuto postavit zde velký poutní mariánský kostel k jehož stavbě došlo v letech 1874-1885 podle plánů vídeňského architekta Franze Hutzlera. Kostel byl dobově vyzdoben z četných darů věřících a celá stavba byla pořízena nákladem 292 tisíc zlatých.
Filipovská pamětní kniha zaznamenávala řadu údajných vyslyšení proseb věřících, včetně uzdravení nevyléčitelně nemocných. Magdalena Kadeová bydlela v době kdy se stavěl kostel v novém malém dřevěném domku, který byl poblíž kostela.
Dne 11. října 1885 byl kostel slavnostně vysvěcen litoměřickým biskupem Emanuelem Schöbelem, který jej zasvětil Panně Marii Pomocnici křesťanů.

## Redemptoristé

### Založení koleje
Již v roce 1879 byl dán kaplanem Strochem podnět ke stavbě budovy vhodné pro některý řeholní institut. Rozhodovalo se o tom, který by byl nejvhodnější. Biskup Schöbel již brzy po své konsekraci 10. června 1882 navštívil Filipov, aby si těsně před svou intronizací vyprosil ochranu Panny Marie k výkonu biskupského úřadu. Schöbel byl trvalým příznivcem tohoto poutního místa a za ochránce filipovské svatyně zvolil redemptoristy. Po jednání s tehdejším provinciálem P. Hamerlem a generálním představeným redemptoristů v Římě byl 24. května 1884 položen základní kámen ke stavbě filipovské redemptoristické koleje. Dne 5. září 1885 přišel do Filipova první redemptorista P. Anton Wiethe, který byl pak až do roku 1894 prvním představeným zdejší komunity redemptoristů ve Filipově.
Počet poutníků se stále zvyšoval, což si vyžádalo větší počet duchovních. V roce 1892 byla kolej rozšířena a v letech 1914-1915 k ní byl přistavěn další trakt. Redemptoristé zde konali velmi úspěšně exercicie pro všechny vrstvy obyvatelstva.

### Rozloučení s Magdalenou Kadeovou
Pro konání exercicií byla v letech 1892-1893 vedle kostela navíc postavena kaple sv. Františka a v původí kapli vysvětil 16. října 1896 biskup Schöbel nový oltář. Dne 10. prosince 1905 zemřela ve věku 70 let Magdalena Kadeová. O její pohřeb se postarala zdejší redemptoristická kolej, který jej pojal jako velký triumf mariánské oslavy. Tělo Magdaleny Kadeové bylo po bohoslužbách v kapli sv. Františka pohřbeno za velké účasti lidu 13. prosince 1905 do zvláštní hrobky na novém hřbitově v Jiříkově.

## Bazilika minor
Při 60. výročí zjevení Panny Marie, v roce 1926, byl filipovský kostel prohlášen papežem Piem XI. za baziliku minor. Slavnosti vyvrcholily 12. září 1926 slavnostním korunováním sochy Panny Marie, které provedl litoměřický biskup Josef Gross a strahovský opat Metoděj Jan Zavoral. Filipovská socha Panny Marie však není v plném slova smyslu sochou milostnou, ale pouze sochou, která připomíná památnou noc zjevení Magdaleně Kadeové. Tato socha je 80 cm vysoká a Panna Maria je oblečena do běloskvoucí bohatě řasené řízy.

## Poutní aktivita
Již od počátku, krátce po údajném zjevení, stoupal počet poutníků k filipovské Panně Marii. V roce 1886 zde bylo na 20 tisíc svatých přijímání a ve třicátých letech 20. století ročně průměrně okolo 85 tisíc. Když se celkový počet poutníků před začátkem II. světové války začal pohybovat okolo 100 tisíce a byl i překročen, stal se Filipov nejnavštěvovanějším mariánským poutním místem v litoměřické diecézi. 
Po skončení války byla vysídlena většina německy mluvících obyvatel Filipova a noví osadníci na tradici nenavázali. V redemptoristické koleji byl po roce 1950, kdy proběhla Akce K, zřízen domov důchodců. Komunistický režim se snažil zahrnout areál do přísně střeženého hraničního pásma, které do roku 1961 obklopovalo kvůli otevřenému Západnímu Berlínu i hranici s tehdejší NDR. Chátrající bazilika byla opravena až koncem 70. let 20. století, o což se zasloužil velkou měrou místní duchovní správce Zdeněk Maryška. Tradice poutí nebyla sice nikdy zcela přerušena (přicházeli česky, německy i lužickosrbsky mluvící poutníci), nicméně v komunistické totalitě byla utlumena a začala se postupně obnovovat až po roce 1990. Následně po noční pouti (z 12. na 13. ledna) od 14. do 20. ledna probíhá tzv. oktáv zjevení. Také v průběhu roku se zde konají česko-německé mše svaté a varhanní koncerty.